# Радиотелескоп имени Б. Ловелла
Радиотелескоп имени Б. Ловелла — радиотелескоп в обсерватории «Джодрелл-Бэнк» рядом с Густрей, Чешир, Северо-Западная Англия. На момент постройки в 1957 году, являлся самым большим (диаметр зеркала 76,2 метра) полноповоротным радиотелескопом в мире. В настоящее время — третий по величине, после радиотелескопа «Грин-Бэнк» в США (100 м) и Эффельсбергского радиотелескопа в Германии (100 м). Изначально он был известен просто как 250-футовый телескоп или Радиотелескоп в «Джодрелл-Бэнк»; примерно в 1961 году был переименован в телескоп «Марк-1» («Mark I»), когда было начато обсуждение строительства новых телескопов («Марк-2», «3» и «4»). В 1987 году был переименован в радиотелескоп «Ловелл» и стал частью сети «МЕРЛИН» и Европейской РСДБ-сети.
Создатели Бернард Ловелл и Чарльз Хазбанд за вклад в создание телескопа были посвящены в рыцари. В сентябре 2006 года телескоп выиграл в конкурсе знаменитых сооружений, проводившемся каналом Би-би-си. В 2007 году телескоп отпраздновал своё 50-летие.
В ясную погоду телескоп виден с высотных зданий, таких как Beetham Tower в Манчестере, и таких отдалённых мест как Пеннинские горы, Winter Hill, Сноудония, en:Beeston Castle, Чешир и Пик-Дистрикт. Также виден из зала ожидания и ресторана Терминала 1 аэропорта Манчестера.

## Строительство

### Разработка и строительство Mark I
Бернард Ловелл построил транзитный телескоп в Джодрелл-Бэнк в конце 1940-х. Это был радиотелескоп диаметром 66 м, который смотрел перпендикулярно вверх, следующим логическим шагом было построить телескоп, который бы мог смотреть на все части неба. Хотя транзитный телескоп был спроектирован и построен самостоятельно, для разработки полностью управляемого (поворотного) телескопа первостепенной задачей было найти инженера, готового сделать эту работу. Им оказался Чарльз Хазбенд, которого Ловелл впервые встретил 8 сентября 1949 года.

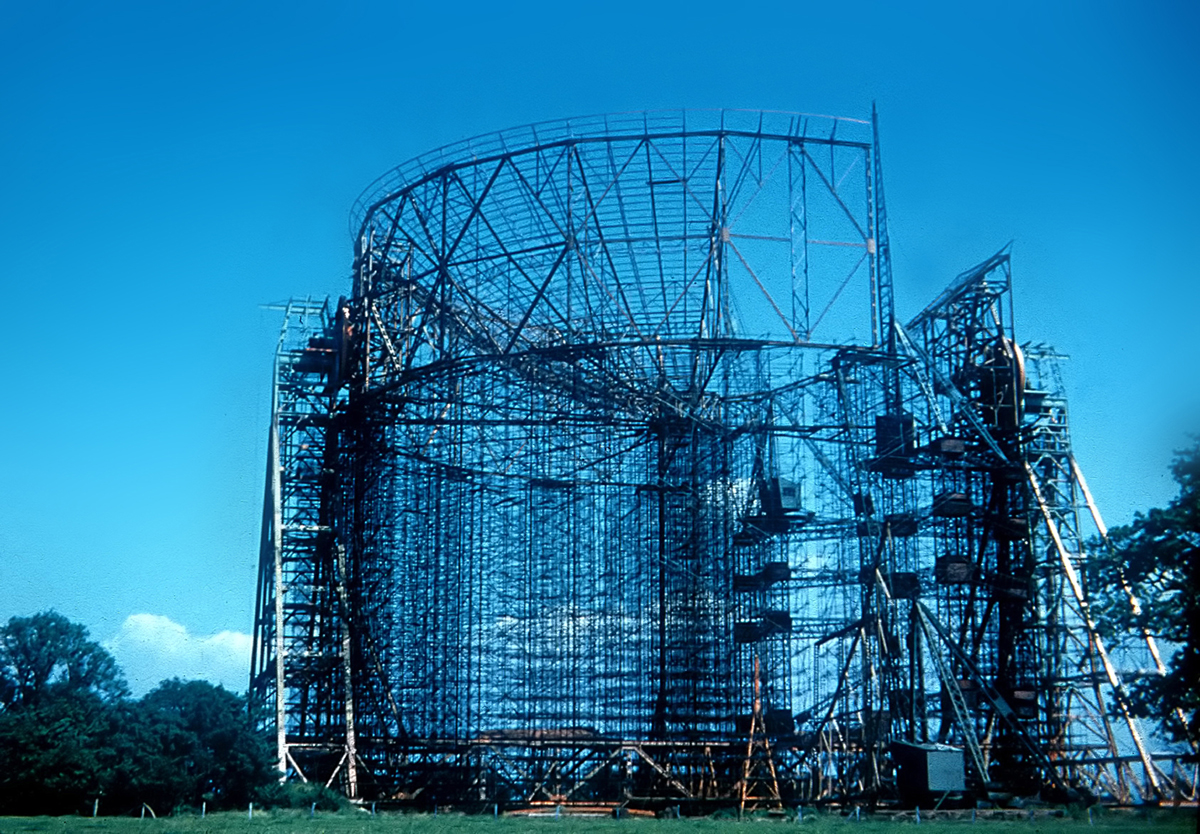
Марк 1 в стадии строительства Credit: Jodrell Bank.

Основой вертикального поворотного механизма стали два редуктора и связанные с ними шестерни, снятые с 15-дюймовых орудийных башен списанных военных кораблей 2-й Мировой войны HMS Revenge и Royal Sovereign; остальные части поворотного механизма разрабатывались под эти редукторы. Хазбенд представил первые чертежи поворотного телескопа в 1950 году, после уточнения подробные чертежи были представлены в Департамент научных и промышленных исследований Великобритании 20 марта 1951 года. В марте 1952 года чертежи были утверждены.
Строительство началось 3 сентября 1952 года. Фундамент телескопа был завершён 21 мая 1953 года, глубина фундамента 27 м. Из-за требований точности при укладке рельс фундамент был оставлен на усадку до середины апреля 1954 года. Центральная ось была поставлена на место 11 мая 1954 года, последняя ходовая тележка в середине апреля 1955 года.

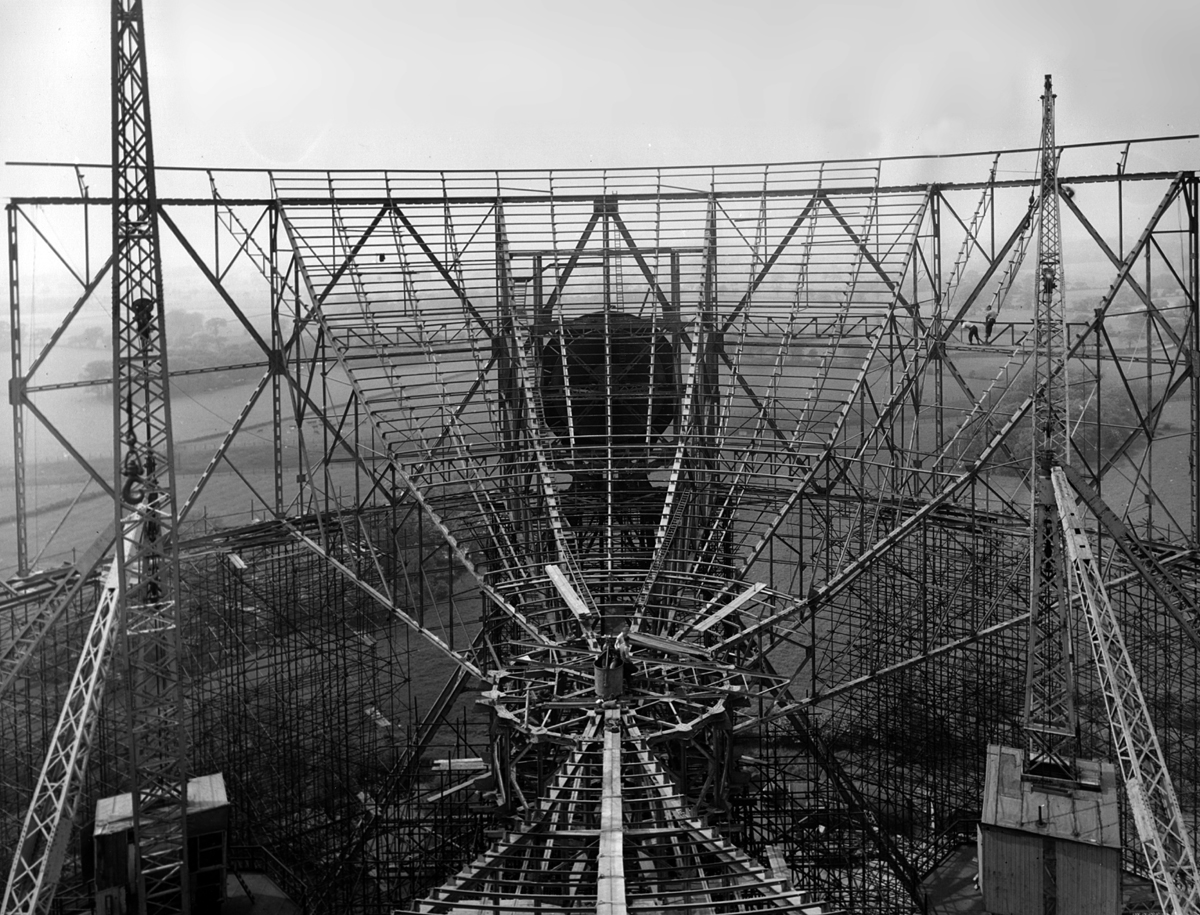
The Mark 1 under construction.
Credit: Jodrell Bank.

Зеркало телескопа вначале представляло собой проволочную сетку для наблюдения за длинами волн от 1 до 10 метров, впоследствии оно было заменено на стальную поверхность для наблюдения линии водорода (21 см), открытой в 1951 году. В феврале состоялась встреча Ловелла с представителями министерства авиации по вопросу финансирования увеличения точности телескопа в сантиметровых волнах для научных исследований и «других целей» министерства. И хотя финансирование от министерства авиации так и не было получено, процесс планирования зашёл так далеко, что эти улучшения пришлось осуществлять в любом случае.
Телескоп был построен так, что зеркало может быть полностью перевёрнутым. Первоначально предполагалось использование подвижной башни у основания телескопа для смены приёмников в фокусе. Однако они не были построены из-за финансовых ограничений и того, что большая часть приёмной аппаратуры располагалась на основании телескопа, а не в фокусе. Вместо этого приёмники были установлены на 15-метровые стальные трубы в центре зеркала. Сборки приёмного оборудования могут быть помещены в небольшую лабораторию непосредственно под телескопом, в помещениях, на вершинах двух башен или в здании управления.
Телескоп был запущен в первый раз 3 февраля 1957 года. Первый поворот по азимуту (на один дюйм) с помощью двигателей был опробован 12 июня 1957 года; первый наклон башни 20 июня 1957 г. К концу июля поверхность зеркала была завершена. «Первый свет» телескоп увидел 2 августа 1957, сделав дрейф-сканирование Млечного Пути в диапазоне 160 МГц. Телескоп впервые стал управляться из диспетчерской 9 октября 1957 года с использованием специально построенного аналогового компьютера.
Стоимость строительства оказалась значительно выше предполагаемой, в основном из-за крутого роста цен на сталь во время строительства телескопа. Изначально гранты на строительство телескопа давали en:Nuffield Foundation и правительство, это в сумме составило 335 000 фунтов стерлингов. Правительство несколько раз увеличивало свою долю финансирования по мере роста стоимости строительства, также деньги поступали от частных пожертвований. Заключительная дебиторская задолженность от строительства телескопа составила 50 000 фунтов стерлингов, была погашена en:Lord Nuffield и en:Nuffield Foundation 25 мая 1960 г. (благодаря тому, что телескоп выполнял важную общественную функцию в слежении за космическими объектами) и Джодрелл-Бэнк был переименован в радиоастрономическую лабораторию Nuffield. Окончательная стоимость телескопа составила 700 000 фунтов стерлингов.

### Модернизация до Mark IA
Вскоре после запуска телескопа Ловелл и Хазбенд начали рассматривать идею модернизации телескопа по увеличению точности поверхности и передачу управления цифровому компьютеру. План обновления был составлен компанией Хазбенда и был представлен Ловеллу в апреле 1964 года. Их планы стали более актуальными, когда, в сентябре 1967 года, были обнаружены усталостные трещины в системе привода подъёма зеркала. Проектный срок службы телескопа составлял 10 лет, и Хазбенд предупреждал о возможных поломках с 1963 года. Возникновение усталостных трещин было первой из этих проблем, грозящих остановить работу телескопа. Если бы они остались без рассмотрения, то вскоре учёные могли утратить возможность использовать подъёмную систему. На ремонт и модернизацию телескопа, переименованного в Mark IA, было выделено 400 000 фунтов стерлингов финансирования, об этом было объявлено 8 июля 1968 года. Модернизация была проведена в три этапа, этап 1 с сентября 1968 по февраль 1969 года, этап 2 в период с сентября по ноябрь 1969 г. и этап 3 в период с августа 1970 по ноябрь 1971 года.
Первым этапом было добавление внутреннего рельсового пути, который принял на себя треть веса телескопа. Внешний рельсовый путь, который поржавел и деформировался за время использования, был заменён на втором этапе. На внутренний рельс были установлены четыре тележки, существующим тележкам на внешнем рельсе был произведен капитальный ремонт.
На третьем этапе произошли большие изменения; новая, более точная поверхность зеркала была смонтирована поверх старой, в результате телескоп можно использовать на длинах волн от 6 см, была добавлена поддержка центрального колеса. Новая система управления компьютером (повторное использование Ferranti Argus 104 компьютера телескопа Mark II), усталостные трещины в конусах соединения зеркала были устранены, центральная антенна была удлинена и укреплена. При работах не обошлось без трагического случая. В январе 1972 года при подъёме антенны последняя сорвалась и травмировала двух инженеров, один из них от полученных травм скончался.
Модернизация Mark IA была официально завершена 16 июля 1974 года и телескоп был передан обратно в университет. Из-за роста стоимости стали за время модернизации окончательная стоимость модернизации составила 664 793,07 фунтов стерлингов.

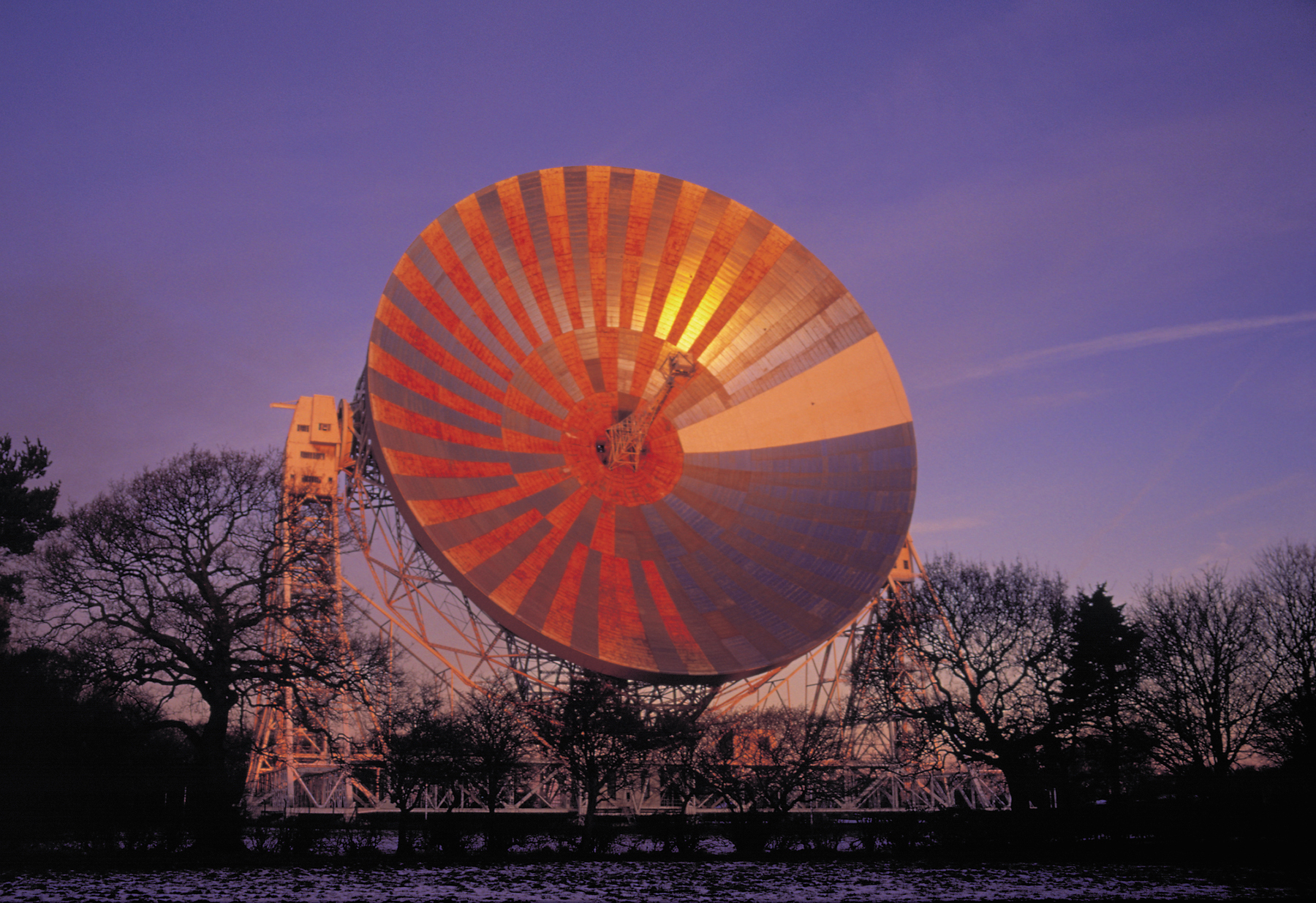
The Lovell telescope mid-resurfacing.
Credit: Jodrell Bank.

### Последующие модернизация и ремонты
2 января 1976 года буря со скоростью ветра около 140 км/ч почти уничтожила телескоп. Башни погнулись, и один из подшипников соединения зеркала с башней соскочил. После дорогостоящего ремонта в башнях были добавлены диагональные крепления балок, чтобы этого не повторилось.
К 1990 году поверхность телескопа сильно проржавела. В 2001—2003 годах обновили покрытие телескопа, повышая его чувствительность на частоте 5 ГГц (в пять раз). Для поверхности зеркала была применена техника голографического профилирования, которая позволила оптимизировать работу на длине 5 см (16 см на старой поверхности). Была установлена новая система привода, обеспечивающая более высокую точность наведения. Внешний рельс был перестроен, а фокусную (антенную) башню укрепили, чтобы обеспечить возможность подвешивания более тяжёлых приёмников..
В 2007 году потребовалась замена треснувшему колесу, а в 2008 году произведена замена ещё одного. Таким образом всего было заменено 2 колеса с начала работы телескопа в 1957 году.
Имеющиеся (по состоянию на 2010 год) два диких сокола-сапсана (помещённых в каждой из башен поддержки) предотвращают неприятности голубиных нашествий (загрязнение голубиным помётом, влияние тепла их тел на чувствительную аппаратуру), от которых страдают другие радиотелескопы.

## Статистика
| Масса телескопа                   | 3200 т                                                        |
| Масса зеркала                     | 1500 т                                                        |
| Диаметр зеркала                   | 76,2 м                                                        |
| Площадь зеркала                   | 5270 м²                                                       |
| Собирающая площадь зеркала        | 4560 м²                                                       |
| Высота оси поворота               | 50,5 м                                                        |
| Максимальная высота               | 89,0 м                                                        |
| Радиус поворотной рамы            | 38,5 м                                                        |
| Наружный диаметр рельсового пути  | 107,5 м                                                       |
| Количество краски 3 слоёв зеркала | 5300 л                                                        |
| Мощность азимутных двигателей     | Два эл.двигателя по 50 лошадиных сил у подножий боковых башен |
| Скорость поворота                 | 9 град./мин. по азимуту 6 град./мин. по высоте                |

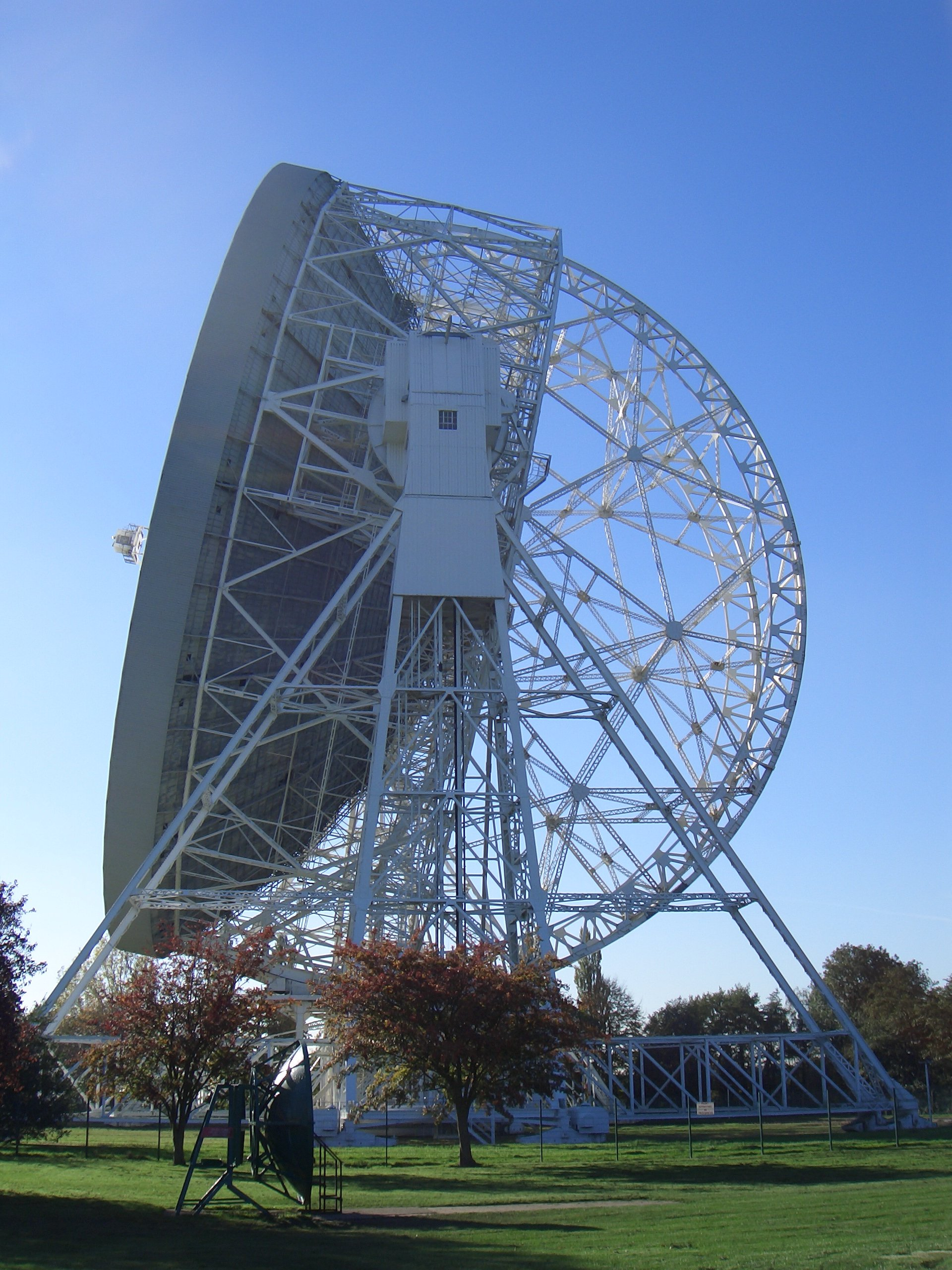
Side view
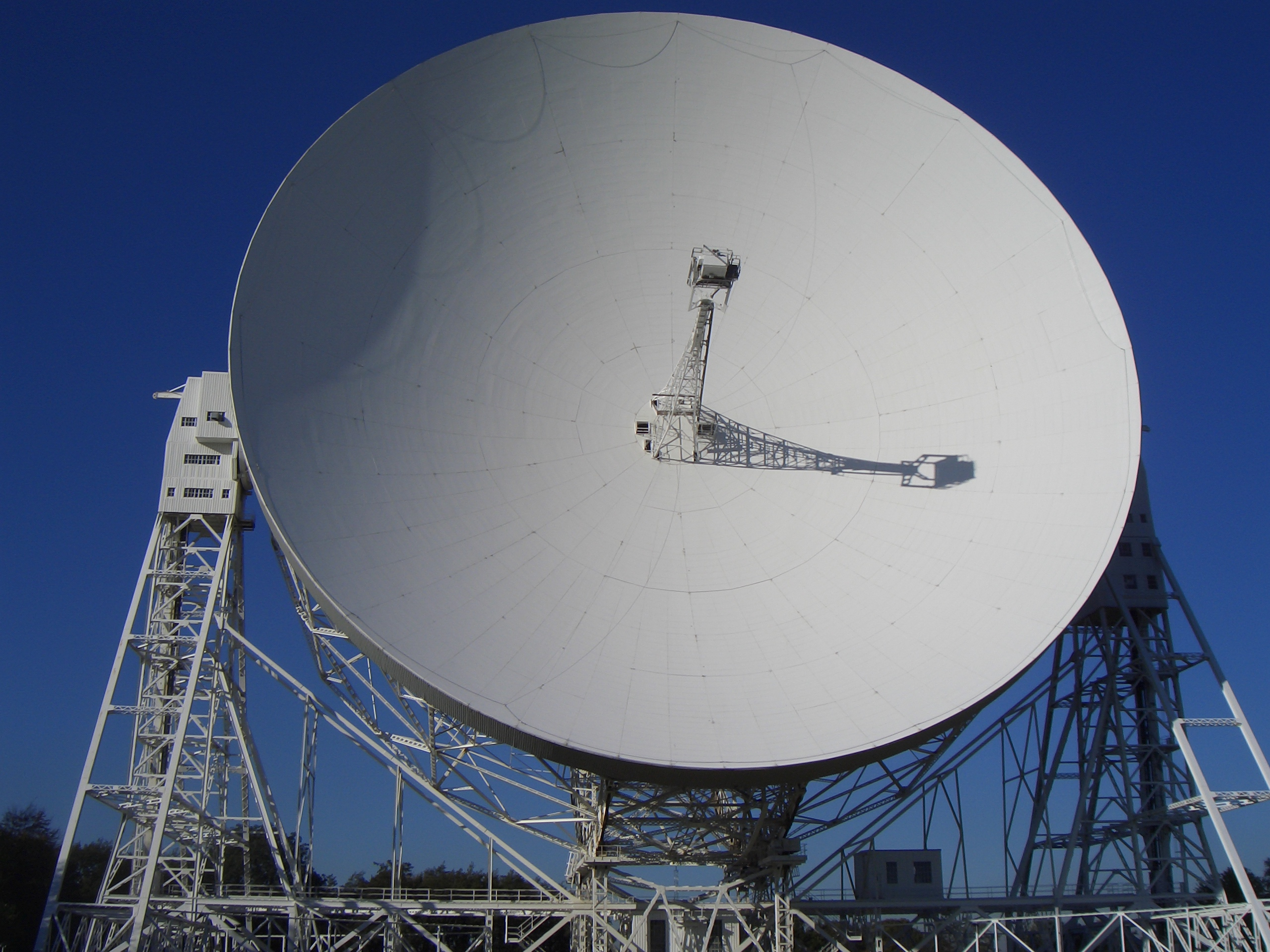
Telescope dish
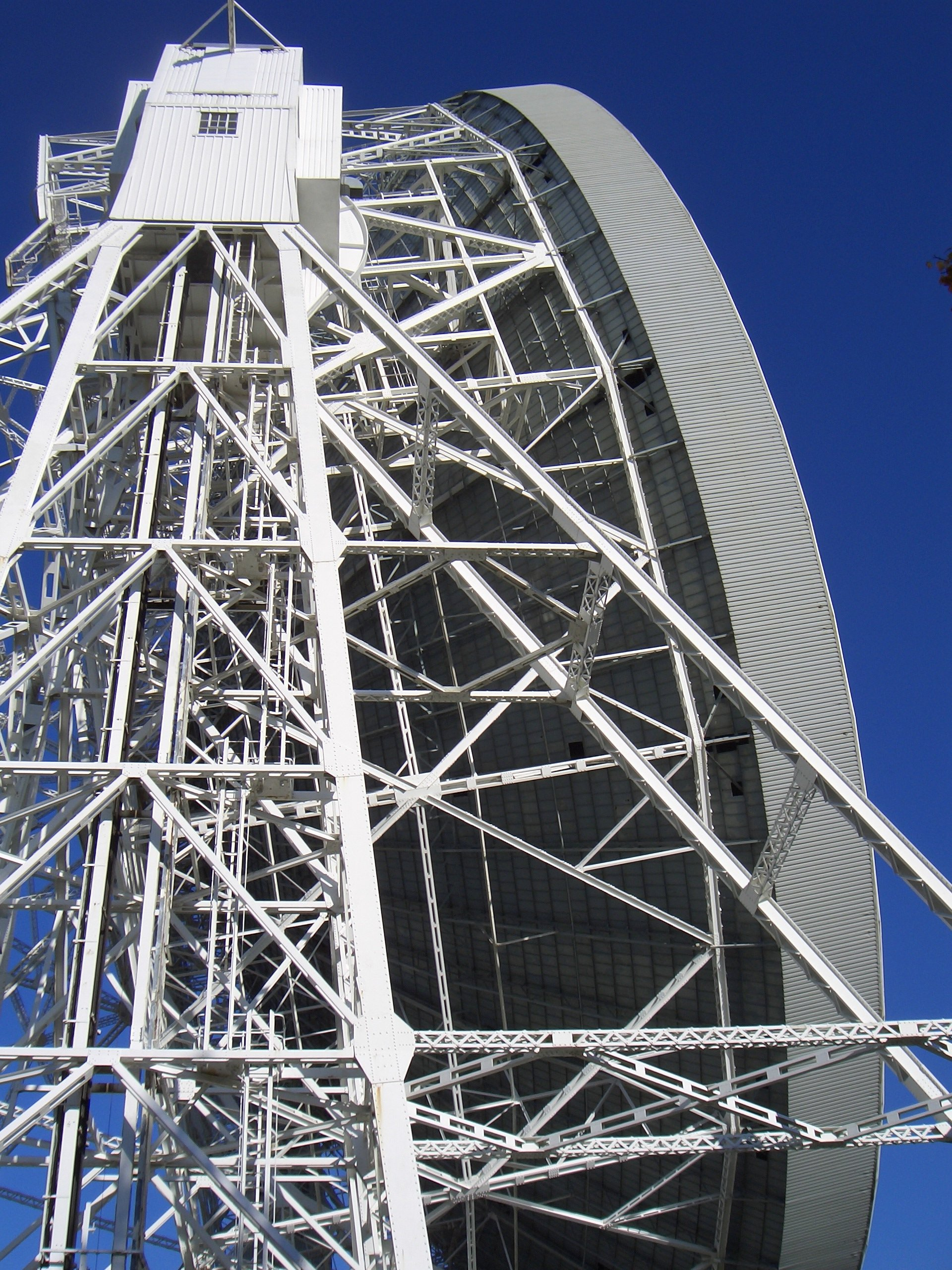
Support structure
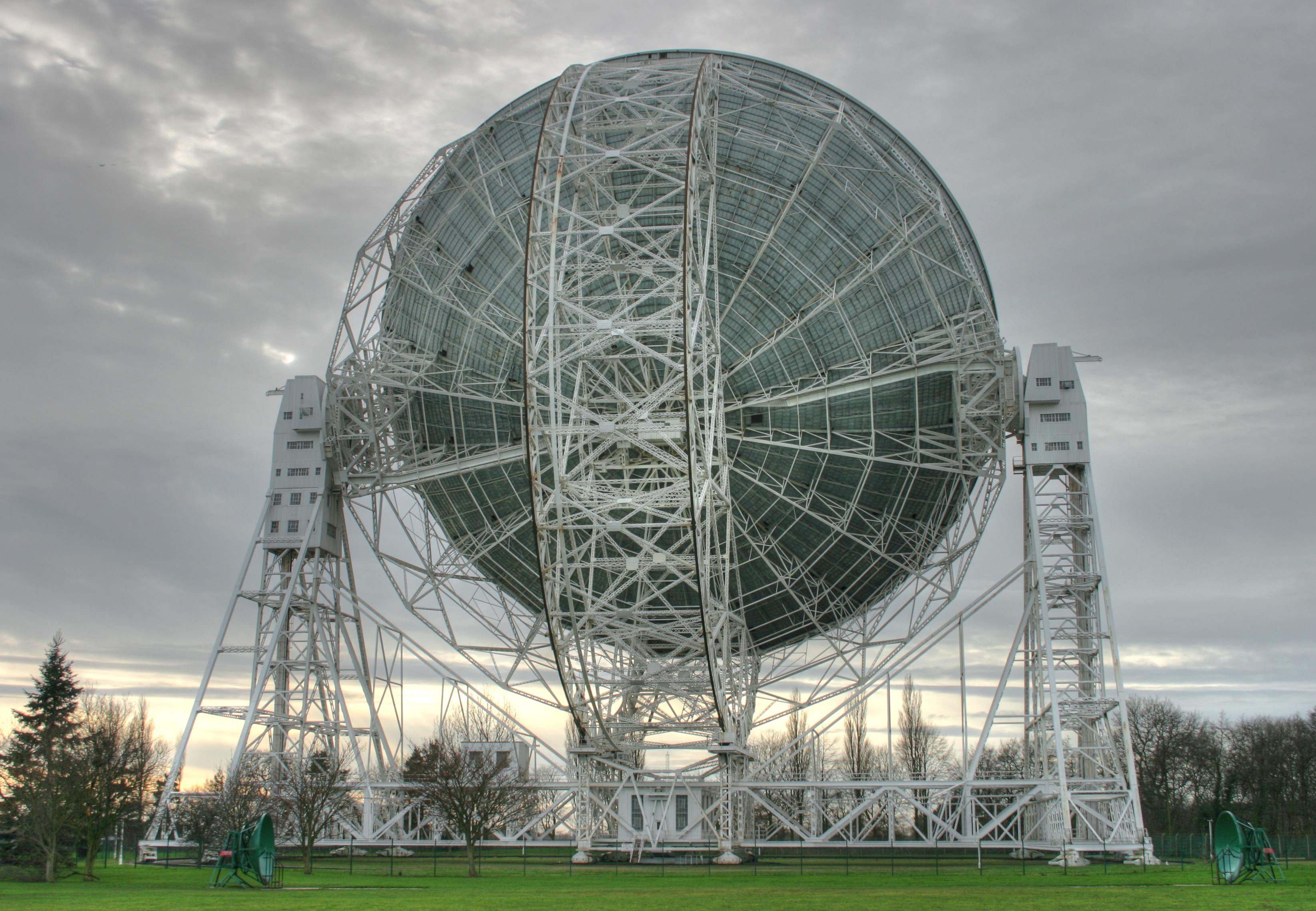
Rear
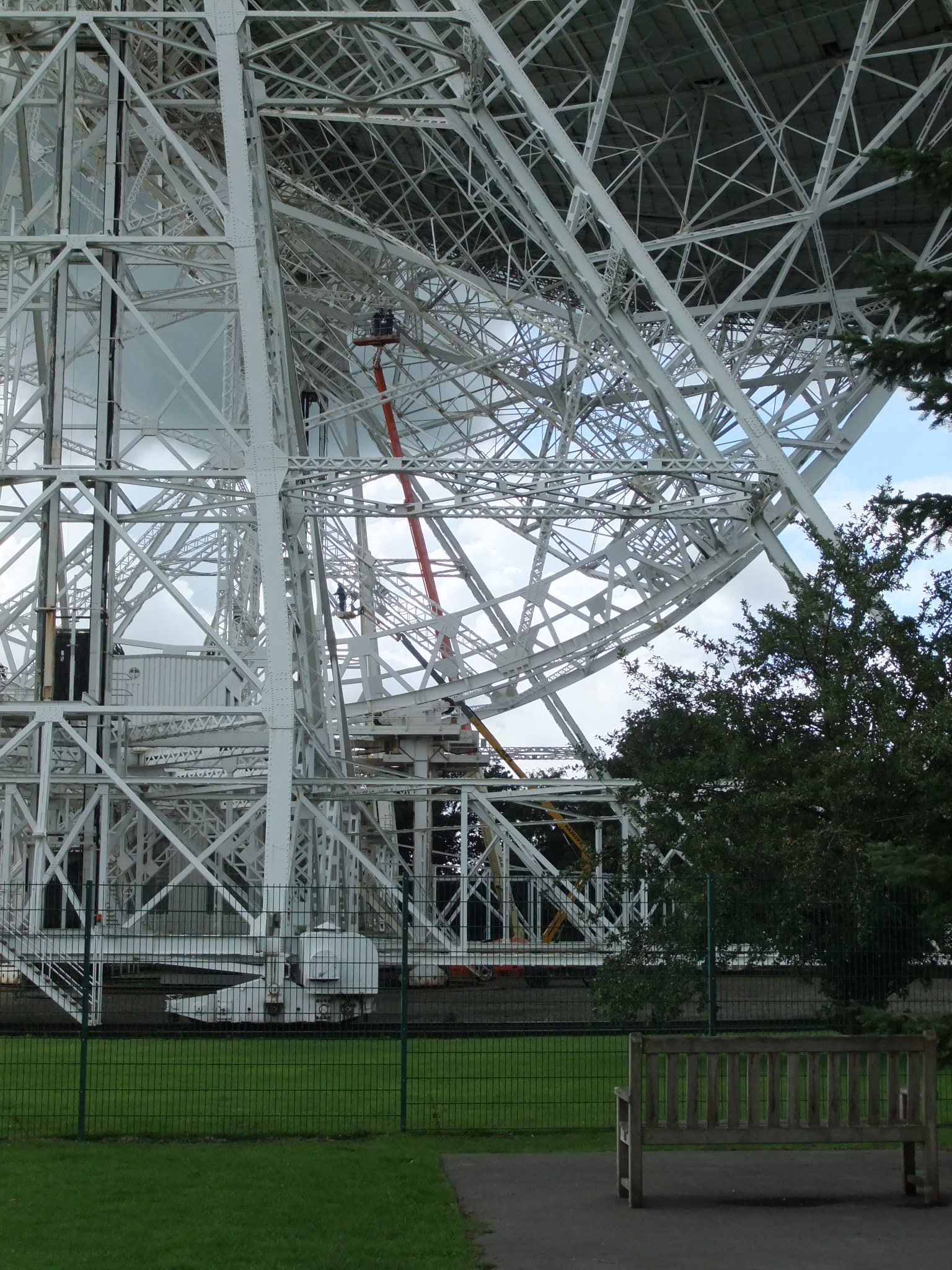
Work on the supports of the Jodrell Bank radio telescope, 12 August 2010

## Исследование космоса

### Спутники и искусственные спутники

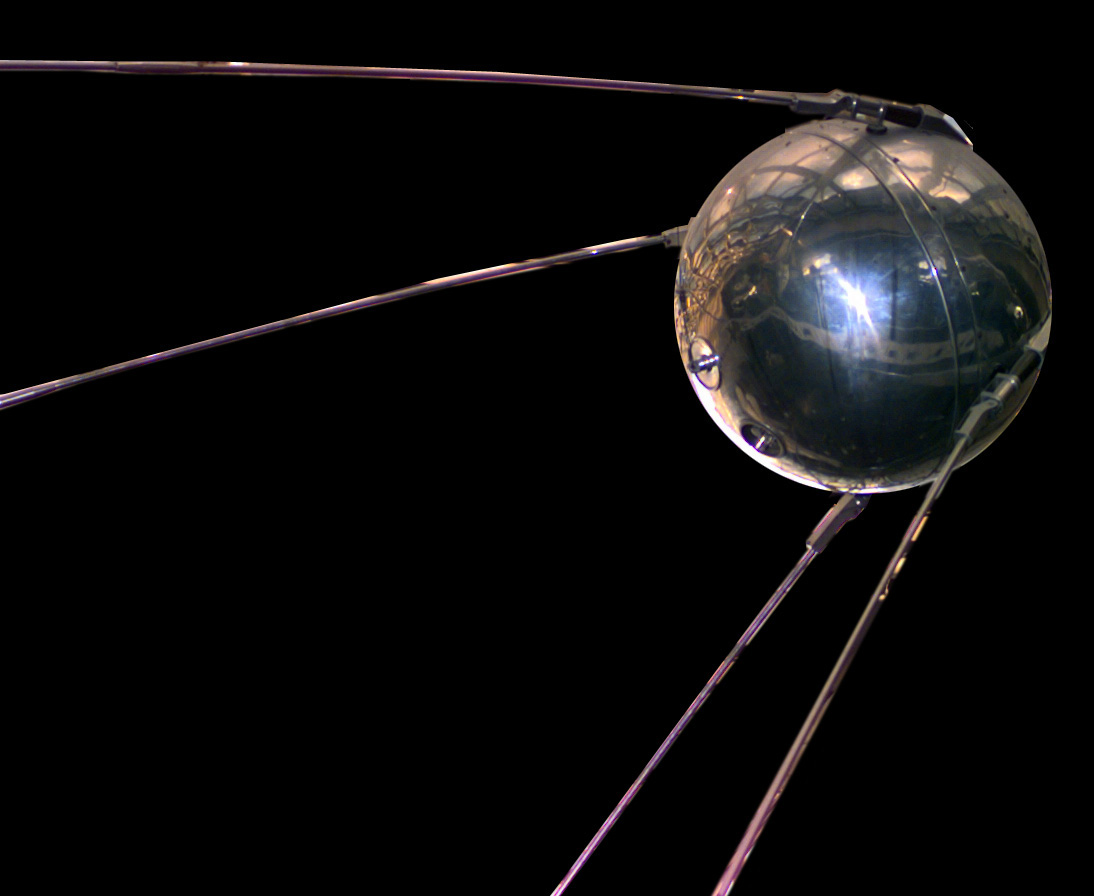
Модель «Спутника-1».

Телескоп начал действовать летом 1957 года, как раз перед запуском «Спутника-1», первого искусственного спутника планеты. Хотя передачу со спутника можно было легко поймать на бытовой радиоприёмник, телескоп Ловелла был единственным телескопом, способным отследить ракету-носитель спутника радиолокатором. Первый пеленг был осуществлён незадолго до полуночи 12 октября 1957 г.. Также им был осуществлен пеленг ракеты-носителя «Спутник-2» сразу по полуночи 16 ноября 1957 г..
Телескоп также принял участие в некоторых из ранних работ со спутниками. В феврале и марте 1963 года телескоп передавал сигналы через Луну и надувной спутник НАСА «Эхо-2», находящийся на высоте 750 км, в обсерваторию СССР Зименки. Некоторые сигналы из США в СССР передавались через Джодрелл-Бэнк.

### Лунная программа

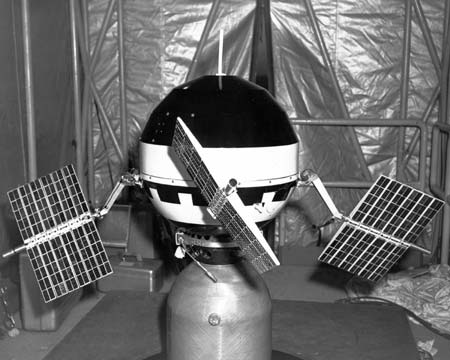
Пионер 5 на ракете-носителе Thor Able.

Телескоп Ловелла использовался для сопровождения советских и американских зондов, отправлявшихся на Луну в конце 1950-х и начале 1960-х. Из американских космических зондов телескоп сопровождал Пионер-1 с 11 по 13 ноября 1958 года, Пионер-3 в декабре 1958 года и Пионер-4 март 1959. Телескоп сопровождал Пионер-5 с 11 марта по 26 июня 1960 года, и был использован для отправки команд зонду, в том числе на отделение зонда от ракеты-носителя, когда он был на расстоянии 12,9 млн км. Он также получил данные от Pioneer 5, являясь единственным телескопом в мире, способным на это в то время, последний сигнал был пойман от зонда, находящегося на расстоянии 36,2 миллиона километров 26 июня 1960 года.
Телескоп также отслеживал советские лунные зонды, в том числе «Луну-2» с 13 по 14 сентября 1959 года; прилунение было подтверждено телескопом, измеряя воздействие гравитации Луны на зонд,, Луна-3 4 октября 1959.Кроме того, телескоп сопровождал «Луну-9» в феврале 1966 года, первый космический аппарат, совершивший мягкую посадку на Луну. Телескоп принял факсимильную передачу фотографий с лунной поверхности. Фотографии были опубликованы в британской прессе — зонд передавал, вероятно, чтобы увеличить шансы на приём, в международном формате для передачи изображения в ленты новостей.
Телескоп сопровождал советский спутник «Луна-10», выведенный на орбиту Луны в апреле 1966 года, и «Зонд-5», запущенный в сентябре 1968 года, и который сделал серию снимков Луны, прежде чем вернуться на Землю. Телескоп не отслеживал «Аполлон-11», как это был занят отслеживанием АМС «Луна-15» в июле 1969 года. Тем не менее, 50 футовый (15 м) телескоп в Джодрелл-Бэнк был использован в то же время отслеживать «Аполлон-11».

### Исследование Венеры
В июне 1961 года с помощью радиотелескопа советские учёные безуспешно пытались принять сигнал от первой автоматической станции к Венере — «Венера-1».

## В популярной культуре

### Клипы
Placebo The Bitter End (2003)

### Книги
- Lovell, Bernard. The Story of Jodrell Bank (англ.). — Oxford University Press, 1968. — ISBN 0192176196.
- Lovell, Bernard. Out of the Zenith: Jodrell Bank 1957-1970 (англ.). — Oxford University Press, 1973. — ISBN 0-19-217624-2.
- Lovell, Bernard. The Jodrell Bank Telescopes (англ.). — Oxford University Press, 1985. — ISBN 0-19-858178-5.
- Lovell, Bernard. Astronomer by Chance. — London: Macmillan, 1990. — ISBN 0-333-55195-8.
- Piper, Roger. The Story of Jodrell Bank. — Carousel. — London: Carousel. — ISBN 0-552-54028-5.

### Журнальные статьи
- Lovell, Bernard[англ.]. The Jodrell Bank Radio Telescope (англ.) // Nature : journal. — 1957. — Vol. 180, no. 4576. — P. 60—62. — doi:10.1038/180060a0. — Bibcode: 1957Natur.180...60L.
- Rowson, B. High resolution observations with a tracking radio interferometer (англ.) // MNRAS : journal. — 1963. — Vol. 125. — P. 177. — Bibcode: 1963MNRAS.125..177R.
- Spinardi, G. Science, Technology, and the Cold War: The Military Uses of the Jodrell Bank Radio Telescope (англ.) // Cold War History : journal. — 2006. — August (vol. 6, no. 3). — P. 279—300. — doi:10.1080/14682740600795428.